# Slap Koludar
Slap Koludar, slap koji se povremeno javlja na Mosoru. Pojavljuje se u prosjeku nekoliko puta u desetljeću i to nakon vrlo obilnih oborinâ. Pojavi se na predjelu Dubanicama, ispod dijela Mosora zvanog Zagrađe. Slap kad se pojavi visok je stotinjak metara.